# 17250 Джинлукас
17250 Джинлукас (17250 Genelucas) — астероїд головного поясу, відкритий 11 квітня 2000 року.
Тіссеранів параметр щодо Юпітера — 3,302.